# Pseudoleucania diana
Pseudoleucania diana là một loài bướm đêm thuộc họ Noctuidae. Nó được tìm thấy ở Santiago, O'Higgins, Maule, Biobío và vùng Magallanes và Antartica Chilenas của Chile và Tierra del Fuego, Chubut, San Martín de los Andes và Río Negro in Argentina.
Sải cánh dài khoảng 32 mm. Con trưởng thành bay từ tháng 9 đến tháng 4.